# Aiguèze
Aiguèze [eɡɛz] ist eine französische Gemeinde mit 212 Einwohnern (Stand 1. Januar 2022) im Département Gard in der Region Okzitanien. Sie gehört zum Arrondissement Nîmes und zum Kanton Pont-Saint-Esprit.
Sie ist seit 2005 als eines der Plus beaux villages de France (schönste Dörfer Frankreichs) klassifiziert.

## Geographie
Das mittelalterliche Dorf liegt am rechten Ufer auf einem Felsvorsprung hoch über dem Tal der Ardèche, am Ende der Gorges de l’Ardèche. Auf der gegenüberliegenden Flussseite liegt Saint-Martin-d’Ardèche.

## Geschichte

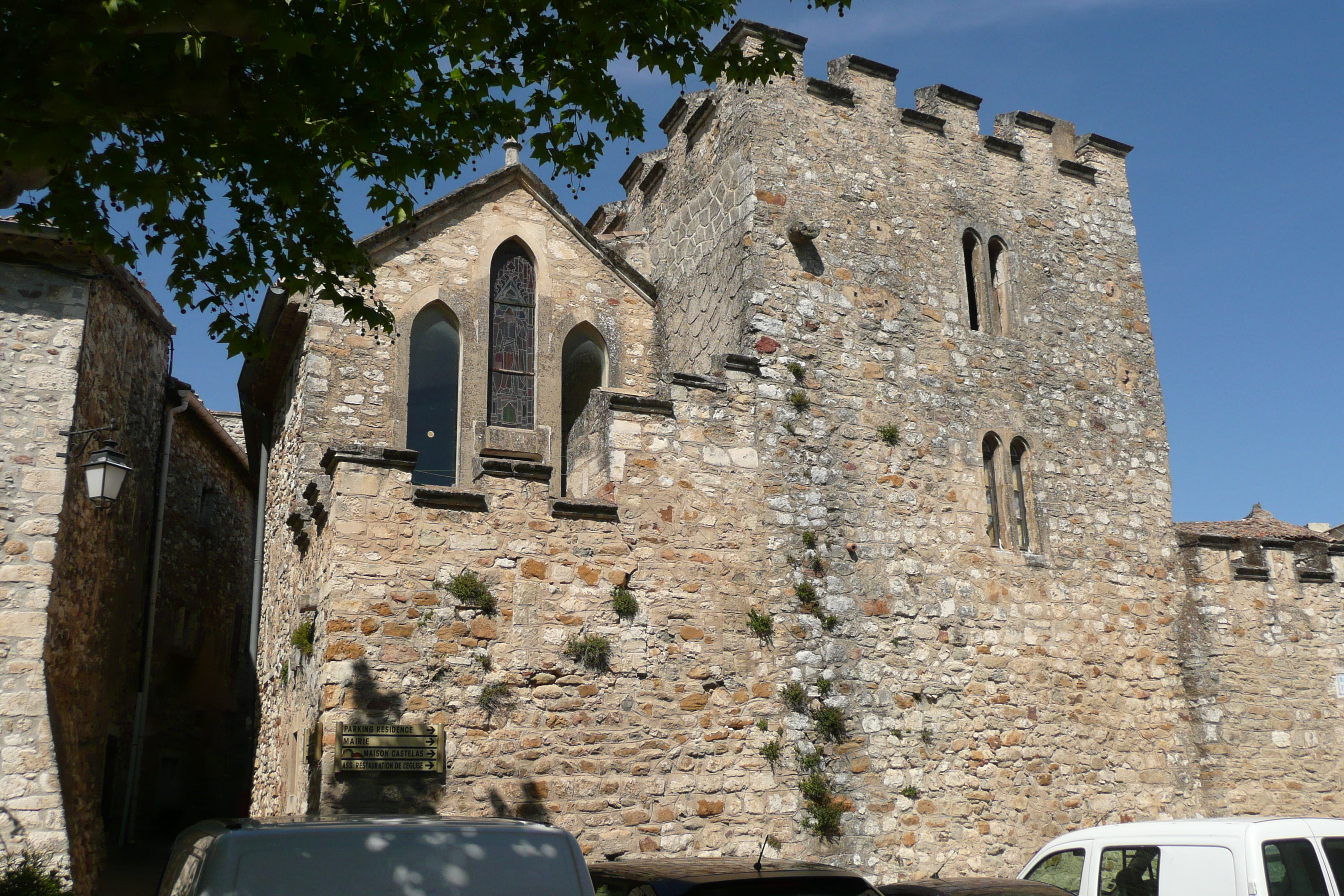
Festung von Aiguèze

Der von weitem sichtbare Bergfried (11./12. Jahrhundert) ist, mit einem noch etwas älteren Turm, alles, was von der frühmittelalterlichen Festung blieb. Längere Konflikte zwischen den Grafen von Toulouse, Lehnsherren der Barone von Aiguèze, und den Grafen-Bischöfen von Viviers fanden ein Ende mit dem Kreuzzug gegen die Albigenser und dem Sieg des Papstes und des Königs von Frankreich, welcher 1384 die völlig zerstörte Festung (wo über tausend Menschen wohnten) übernahm.
Während der zweiten Hälfte des 15. Jahrhunderts bevölkerte sich Aiguèze erneut. Ein Spital wurde gebaut, die Kirche mit ihrem Tor aus dem Jahre 1552 wurde vergrößert. Manche Häuser zeigen auf mittelalterlichen, gewölbten Erdgeschossen Aufbauten mit Renaissance-Fenstern.
So überlebte das Dorf zwischen Weinbergen, Olivenbäumen und Maulbeerbäumen für Seidenraupenzucht durch die Jahrhunderte – bis zum Anfang des 20. Jahrhunderts, als einerseits ein Drittel der Männer im Ersten Weltkrieg starben, andrerseits der Erzbischof von Rouen, Monseigneur Fuzet (deren Mutter in Aiguèze geboren wurde) ums Jahr 1915 als Mäzen das Dorf zu restaurieren half (die Kirche wurde u. a. umgestaltet mit neugotischem Glockenturm).
Seit 1905 überspannt anderthalb Kilometer vom Dorf eine Hängebrücke die Ardèche bis Saint-Martin-d’Ardèche, ein ehemaliges Angler- und Bootlersdorf, das bis zur Französischen Revolution auch zum Bistum Uzès unter Aiguèze gehörte, heutzutage ein touristisches Zentrum der Umgebung am Ende der Ardèche-Schlucht.

### Bevölkerungsentwicklung
| Jahr                       | 1962 | 1968 | 1975 | 1982 | 1990 | 1999 | 2007 | 2018 |
| Einwohner                  | 190  | 206  | 161  | 182  | 215  | 204  | 220  | 214  |
| Quellen: Cassini und INSEE |      |      |      |      |      |      |      |      |

## Sehenswürdigkeiten

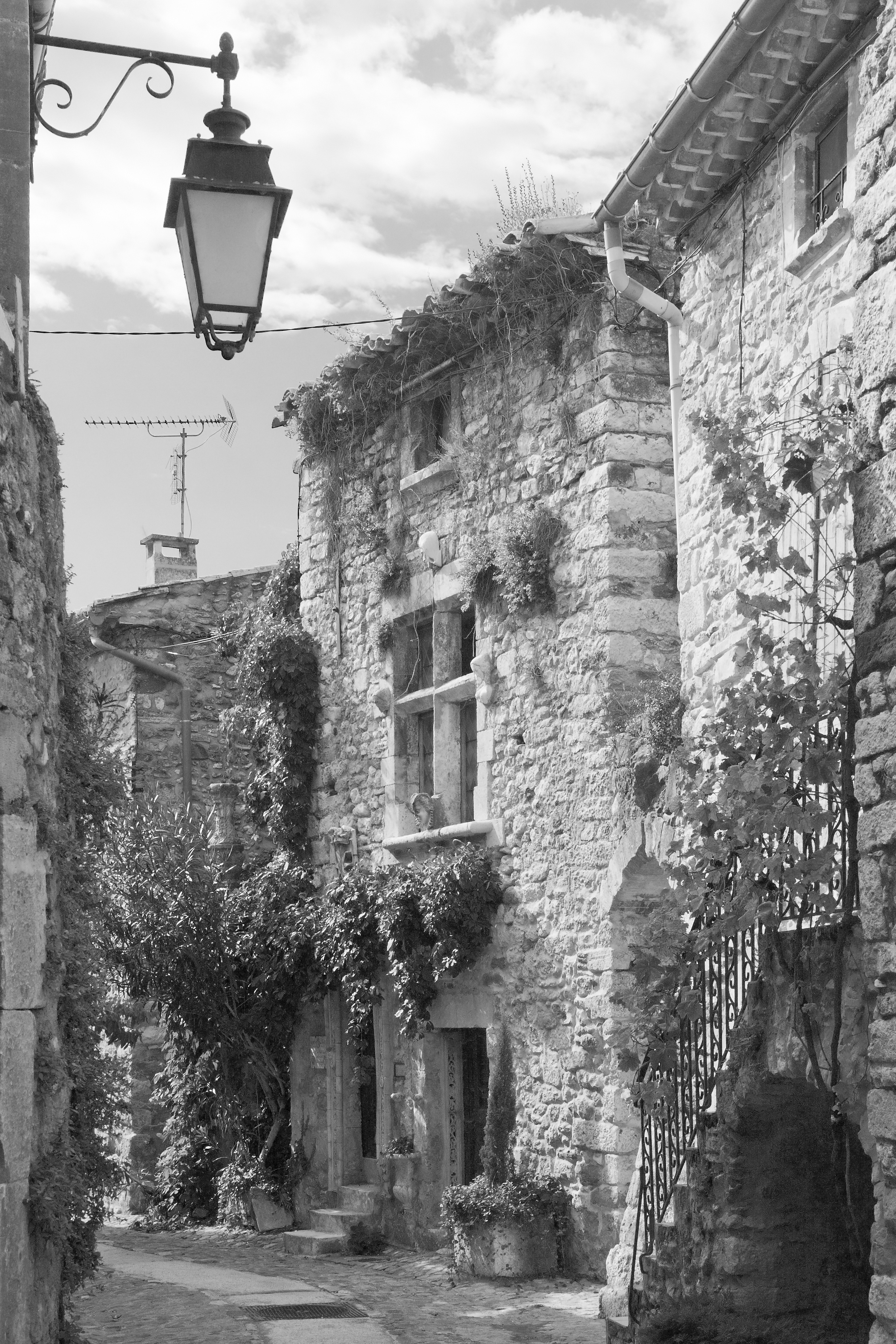
Gassenszenerie

- Das Dorf mit seinen Gassen und Plätzchen, den Ruinen des Spitals, den mittelalterlichen Türmen, dem bemalten Kirchenschiff, und dem weiten Panorama über die Ardèche zwischen ihrer Schlucht und dem Rhônetal bis zur Silhouette des Mont Ventoux in der Provence.
- Ausgeschilderter Hauptwanderweg GR4 (Mittelmeer-Ozean) von Aiguèze bis zu den mediterranen Garrigue-Wäldern (Dolmens du Pé de l’Aigo, Dolmen und Menhir du Pié de Mounié und Höhlen Richtung Orgnac-l’Aven).

## Weinbau
Die Rebflächen des Ortes liegen im Weinbaugebiet des südlichen Rhônetals. Die Weine dürfen unter den Herkunftsbezeichnungen Côtes du Rhône sowie der qualitativ strikteren Côtes du Rhône Villages vermarktet werden.